# Nocturnal
Nocturnal is het debuutalbum van het Amerikaanse hiphop-duo Heltah Skeltah. Het duo bestaat uit de rappers Rock en Ruck (later beter bekend onder de naam Sean Price), beiden lid van de Boot Camp Crew. Het is het eerste album van een lid van de BBC dat niet geheel geproduceerd is door een producer van deze groep.

## Tracklist
| #  | Title                              | Songwriters                                                     | Producer(s)                     | Performer (s)                         |
| -- | ---------------------------------- | --------------------------------------------------------------- | ------------------------------- | ------------------------------------- |
| 1  | "Intro (Here We Come)"             | K. Blake, J. McNair, J. Bush                                    | Buckshot, Lord Jamar            | Rock, Starang Wondah                  |
| 2  | "Letha Brainz Blo"                 | P. Hendricks, S. Price, J. Bush                                 | Baby Paul of Da Beatminerz      | Rock, Ruck                            |
| 3  | "Undastand"                        | P. Hendricks, S. Price, J. Bush                                 | Baby Paul of Da Beatminerz      | Ruck, Rock                            |
| 4  | "Who Dat?"                         | K. Blake, S. Price, J. Bush                                     | Buckshot                        | Ruck, Rock                            |
| 5  | "Sean Price"                       | D. Pearson, S. Price                                            | Shaleek                         | Ruck, Illa Noyz                       |
| 6  | "Clan's, Posse's, Crew's & Clik's" | E. Dewgarde, J. Bush, S. Price                                  | DJ Evil Dee of Da Beatminerz    | Rock, Ruck                            |
| 7  | "Therapy"                          | P. Hendricks, S. Price, J. Bush, V. Mojica                      | Baby Paul of Da Beatminerz      | Rock, Ruck, Vinia Mojica              |
| 8  | "Place to Be"                      | S. Price, J. Bush, Shawn J. Period                              | Shawn J. Period                 | Ruck, Rock                            |
| 9  | "Soldiers Gone Psyco"              | P. Hendricks, J. Bush, S. Price                                 | Baby Paul of Da Beatminerz      | Ruck, Rock                            |
| 10 | "The Square (Triple R)"            | S. Price, J. Bush, L. Johnson, B. Muniz                         | Supreme                         | Rock, Ruck, Representativz            |
| 11 | "Da Wiggy"                         | W. Dewgarde, J. Bush, S. Price                                  | Mr. Walt of Da Beatminerz       | Ruck, Rock                            |
| 12 | "Gettin Ass Gettin Ass"            | S. Price, V. Mojica                                             | Dr. Kill Patient aka Sean Price | Ruck, Vinia Mojica                    |
| 13 | "Leflaur Leflah Eshkoshka"         | P. Hendricks, J. McNair, J. Bush, D. Yates, S. Price, B. Powell | Baby Paul of Da Beatminerz      | The Fab 5 (Heltah Skeltah and O.G.C.) |
| 14 | "Prowl"                            | W. Dewgarde, J. Bush, B. Powell, S. Price                       | Mr. Walt of Da Beatminerz       | Rock, Ruck, Louieville Sluggah        |
| 15 | "Grate Unknown"                    | D. Pearson, S. Price, J. Bush                                   | Shaleek                         | Ruck, Rock                            |
| 16 | "Operation Lock Down"              | E. Brooks, J. Bush, S. Price                                    | E-Swift                         | Rock, Ruck                            |
| 17 | "Lock Down Skit"                   |                                                                 | E-Swift                         | Ruck as "Bejesus", Rock               |

## Singles op het album
| Single information                                                                   |
| ------------------------------------------------------------------------------------ |
| "Leflaur Leflah Eshkoshka" - Released: October 31, 1995 - B-Side: "Letha Brainz Blo" |
| "Operation Lock Down" - Released: May 27, 1996 - B-Side: "Da Wiggy"                  |
| "Therapy" - Released: October 15, 1996 - B-Side: "Place to Be"                       |

## Charts
| Year | Album     | Chart positions | Chart positions        |
| Year | Album     | Billboard 200   | Top R&B/Hip Hop Albums |
| ---- | --------- | --------------- | ---------------------- |
| 1996 | Nocturnal | 35              | 5                      |